# Andrzej Stanisław Bogusławski
Andrzej Stanisław Bogusławski (n. 1 decembrie 1931, Varșovia, Polonia) este un lingvist polonez și filosof al limbajului.
La început s-a preocupat de filosofia rusă a lingvisticii, pentru ca mai târziu să se consacre lucrului asupra teoriei limbii. Membru al Comitetului de Lingvistică PAN, membru activ al Asociației de Știință Varșoviene (Secția I), membru activ al Facultății de Filologie polonă a Academiei de Arte și Științe, îndrumător cu îndelungată experiență la Catedra de Lingvistică Formală din cadrul Universității din Varșovia.
În lucrările sale Bogusławski acoperă o  sferă largă de probleme, începând cu știința dicționarelor, până la chestiuni de gramatică, semantică lingvistică, semiotică logică și logică formală, construcții lingvistice, filosofie și teologie.
La 16 mai 2012 Andrzej Bogusławski a primit titlul de doctor honoris causa a Universității Mikołaj Kopernik din Toruń.

## Opere
prezentare în ordine alfabetică
Cărți 
- Bogusławski, Andrzej (2010).. Două studii din teoria flexiunii ( și alte motive), Varșovia, BEL Studio ISBN 978-83-61208-46-4.http://www.bel.com.pl/karta_katalogowa/items/685.html.
- Bogusławski, Andrzej (2007). A study in the linguistics-philosophy interface. Varșovia, BEL Studio. ISBN 978-83-89968-80-7. http://bc.klf.uw.edu.pl/36/%5Bnefuncțională%5D.
- Bogusławski, Andrzej (2010). A study in the linguistics-philosophy interface.
- Flexiunea în limba rusă. Varșovia 2005.
- Aspectul și negația, Varșovia 2003, 2004.
- Science as Linguistic Activity, Linguistics as Scientific Activity,Varșovia 1998.
- Sprawy słowa = Word matters, Varșovia 1994.
- Two Essays on Inflection, Varșovia 1992.
- Limba în dicționar: desiderata semantică până la marele dicționar de polonistică, Wrocław 1988
- Dicționarul ilustrat rus-polon, polon-rus, t 1-2 , Varșovia 1978, 1983, 1986, 1993
- Problems of the Thematic-Rhematic Structure of Sentences, Varșovia 1977.
- Idei semantice ale numeralului și morfologia lui în limba rusă, Wrocław 1966.

Articole în reviste
- Renunțarea și speranța filosofilor. Inspecție  umanistică 2004, nr. 383, s1-26
- A note on Apresjan`s concept of "Polish school of semantics" with an appendix, "LINGUA POSNANIENSIS" 2003 Tom XLV, s. 7-18.
- Despre știință și atotștiință. Inspecție umanistică 2002, Tom 3, s 67-73
- Reflections on Wierzbicka`s explications, "LINGUA POSNANIENSIS" 2001 Tom XLIII, s. 47-88.
- On the necessity of necessity, "LINGUA POSNANIENSIS" 2001 Tom XLIII, s. 39-45.

Articole și capitole din cărțile colective
- Despre latura pozitivă a frontierelor cunoașterii, în:„În pragul secolului al treilea- Omul-Știință“- Credința, Varșovia 2000, s 2009-245
- Omul contemporan: rațiune și credință, în:„În pragul secolului al treilea- Omul-Știință- Credință“, Varșovia 2000, s. 524-536